# Trampolino elastico ai Giochi mondiali 2022 - Doppio mini femminile
La gara del double mini femminile di trampolino elastico ai Giochi mondiali 2022 si è svolta il 17 luglio 2022 a Birmingham.

## Risultati

### Qualificazioni
| Pos | Atleta            | D Score | E Score | Penalità | Punteggio | Totale | Note |
| --- | ----------------- | ------- | ------- | -------- | --------- | ------ | ---- |
| 1   | Lina Sjoeberg     | 7.600   | 18.200  |          | 25.800    | 52.000 | Q    |
| 1   | Lina Sjoeberg     | 7.200   | 19.000  |          | 26.200    | 52.000 | Q    |
| 2   | Diana Gago        | 7.200   | 18.900  | -0.200   | 26.100    | 51.300 | Q    |
| 2   | Diana Gago        | 6.800   | 18.600  |          | 25.200    | 51.300 | Q    |
| 3   | Bronwyn Dibb      | 7.200   | 18.800  |          | 26.000    | 51.000 | Q    |
| 3   | Bronwyn Dibb      | 6.400   | 18.600  |          | 25.000    | 51.000 | Q    |
| 4   | Melania Rodriguez | 6.000   | 18.800  |          | 24.800    | 51.000 | Q    |
| 4   | Melania Rodriguez | 7.200   | 19.000  |          | 26.200    | 51.000 | Q    |
| 5   | Kirsty Way        | 6.400   | 18.500  | -0.600   | 24.300    | 50.900 | Q    |
| 5   | Kirsty Way        | 7.600   | 19.000  |          | 26.600    | 50.900 | Q    |
| 6   | Tristan Van Natta | 6.000   | 18.800  |          | 24.800    | 50.800 | Q    |
| 6   | Tristan Van Natta | 7.200   | 18.800  |          | 26.000    | 50.800 | Q    |
| 7   | Cheyanna Robinson | 7.200   | 18.700  | -0.600   | 25.900    | 50.700 | Q    |
| 7   | Cheyanna Robinson | 6.800   | 18.600  |          | 24.800    | 50.700 | Q    |
| 8   | Gabriella Flynn   | 7.200   | 18.500  | -0.600   | 25.700    | 49.300 | Q    |
| 8   | Gabriella Flynn   | 6.800   | 17.400  |          | 23.600    | 49.300 | Q    |
| 9   | Antonia Quindel   | 5.200   | 18.300  |          | 23.500    | 47.900 | R    |
| 9   | Antonia Quindel   | 5.600   | 18.800  |          | 24.400    | 47.900 | R    |
| 2   | Lucila Maldonado  | 7.200   | 16.600  | -0.200   | 23.600    | DNF    |      |

### Semifinale
| Pos | Atleta            | D Score | E Score | Penalità | Punteggio | Totale |
| --- | ----------------- | ------- | ------- | -------- | --------- | ------ |
| 1   | Bronwyn Dibb      | 8.400   | 18.900  |          | 27.300    | 27.300 |
| 2   | Diana Gago        | 8.400   | 19.100  | -0.600   | 26.900    | 26.900 |
| 3   | Lina Sjoeberg     | 8.000   | 18.600  |          | 26.600    | 26.600 |
| 4   | Melania Rodriguez | 7.600   | 18.800  |          | 26.400    | 26.400 |
| 5   | Tristan Van Natta | 7.200   | 19.200  |          | 26.400    | 26.400 |
| 6   | Kirsty Way        | 8.400   | 18.500  | -0.600   | 26.300    | 26.300 |
| 7   | Gabriella Flynn   | 6.800   | 18.100  | -0.600   | 24.300    | 24.300 |
| 8   | Cheyanna Robinson | 3.200   | 17.400  |          | 20.600    | 20.600 |

### Finale
| Pos | Atleta            | D Score | E Score | Penalità | Punteggio | Totale |
| --- | ----------------- | ------- | ------- | -------- | --------- | ------ |
| 1   | Melania Rodriguez | 7.600   | 19.000  |          | 26.600    | 26.600 |
| 2   | Bronwyn Dibb      | 7.200   | 18.600  |          | 25.800    | 25.800 |
| 3   | Lina Sjoeberg     | 7.600   | 18.600  | -0.600   | 25.600    | 25.600 |
| 4   | Diana Gago        | 3.200   | 17.300  |          | 20.500    | 20.500 |